# Кэлан
Кэлан (рум. Călan) — город в Румынии в составе жудеца Хунедоара.

## История
Археологические находки показывают, что в этих местах существовали поселения ещё во времена даков и римлян. В 1760 году венгерские власти переименовали имевшееся к тому времени в этих местах поселение в «Пустакалан» (венг. Pusztakalán). Здесь начала развиваться металлургия, а со второй половины XIX века началось строительство металлургических предприятий.
После Второй мировой войны Кэлан стал важным центром румынской металлургии, и в 1961 году получил статус города.